# Пехлеви, Али Реза
Принц Али Реза Пехлеви (28 апреля 1966, Тегеран — 4 января 2011, Бостон) — младший сын Мохаммеда Резы Пехлеви и его третьей жены, императрицы Фарах.

## Биография
Али Реза Пехлеви родился 28 апреля 1966 года. Он учился в начальной школе дворца Ниаваран в Иране, но затем покинул Иран вместе со своей семьей незадолго до иранской революции. Пехлеви переехал в США, где посещал школу Святого Давида в Нью-Йорке и региональную среднюю школу Маунт-Грейлок в Уильямстауне, штат Массачусетс. Он получил степень бакалавра в Принстонском университете, степень магистра в Колумбийском университете и на момент своей смерти учился в Гарвардском университете в качестве аспиранта по древнеиранским исследованиям и филологии.

## Личная жизнь
В 2001 году он был помолвлен с Сарой Табатабай, но, по сообщениям, через некоторое время их отношения закончились. С 2008 по 2010 год он состоял в отношениях с Шерен Меланией. Однажды он был удостоен звания «одного из самых достойных принцев в мире».
26 июля 2011 года родилась его дочь Ирьяна Лейла от партнёрши Рахи Дидевар.

## Смерть
После длительной депрессии 4 января 2011 года Пехлеви покончил жизнь самоубийством, выстрелив себе в голову.
Бывший иранский министр Махназ Афхами, рассказал службе Би-би-си, что Пехлеви и его семья были вынуждены отправиться в изгнание в 1979 году. Это событие очень травмировало его. Сестра Али Резы, Лейла Пехлеви, также покончила с собой — в июне 2001 года. Близкие друзья семьи говорят, что Али Реза впал в глубокую депрессию после смерти своей сестры, с которой он был очень близок. У него остались мать Фарах Пехлеви, старший брат Реза, сестра Фарахназ, сводная сестра Шахназ и дочь Ирьяна Лейла Пехлеви, которая родилась после его смерти.
Его брат Реза Пехлеви говорил, что Али Реза хотел, чтобы его кремировали, а прах развеяли в Каспийском море.